# Kajal (Slowakei)
Kajal (bis 1927 slowakisch „Zemanský Kajal“; ungarisch Nemeskajal – bis 1907 Kajal) ist eine Gemeinde im Westen der Slowakei mit 1549 Einwohnern (Stand 31. Dezember 2024), die zum Okres Galanta, einem Teil des Trnavský kraj gehört.

## Geographie
Die Gemeinde befindet sich im slowakischen Donautiefland, genauer in dessen ebenem Teil. Der bebaute Teil ist fast völlig von verschiedenen Bächen und Kanälen umgeben. Das Gemeindegebiet reicht im Osten bis zum Stausee Kráľová an der Waag und ist von Au- beziehungsweise Schwarzböden bedeckt. Das Ortszentrum befindet sich auf einer Höhe von 117 m n.m. und ist sechs Kilometer von Galanta sowie sieben Kilometer von Šaľa entfernt.
Nachbargemeinden sind Váhovce im Norden, Šoporňa im Nordosten (durch den Stausee getrennt), Kráľová nad Váhom im Osten, Topoľnica im Süden sowie Galanta im Westen und Nordwesten.

## Geschichte
Der Ort wurde zum ersten Mal 1297 als Quayol schriftlich erwähnt und gehörte zu verschiedenen Geschlechtern aus dem niederen Adel. 1828 zählte man 175 Häuser und 1250 Einwohner, die vorwiegend in Landwirtschaft beschäftigt waren.
Bis 1918 gehörte der im Komitat Pressburg liegende Ort zum Königreich Ungarn und kam danach zur Tschechoslowakei beziehungsweise heute Slowakei. In der ersten tschechoslowakischen Republik gab es häufige Streiks der landwirtschaftlichen Arbeiter, so in den Jahren 1920, 1928, 1929, 1931 und 1932. Auf Grund des Ersten Wiener Schiedsspruchs lag der Ort 1938–1945 noch einmal in Ungarn.
Zur Gemeinde gehört einstiges Dorf und heutige Siedlung Únovce (ungarisch Úny), zum ersten Mal 1251 als Own schriftlich erwähnt.

## Bevölkerung
| Jahr                | 1994 | 2004    | 2014    | 2024    |
| ------------------- | ---- | ------- | ------- | ------- |
| Anzahl der Personen | 1321 | 1451    | 1543    | 1549    |
| Unterschied         |      | +9,84 % | +6,34 % | +0,38 % |

| Jahr                | 2023 | 2024    |
| ------------------- | ---- | ------- |
| Anzahl der Personen | 1561 | 1549    |
| Unterschied         |      | −0,76 % |

Gemäß der Volkszählung 2011 wohnten in Kajal 1499 Einwohner, davon 891 Magyaren, 496 Slowaken, elf Roma, vier Tschechen, jeweils drei Deutsche und Ukrainer, zwei Russinen und ein Kroate. 88 Einwohner machten keine Angabe. 1067 Einwohner gehörten zur römisch-katholischen Kirche, 92 Einwohner zur evangelischen Kirche A. B., sieben Einwohner zur griechisch-katholischen Kirche, sechs Einwohner zur reformierten Kirche, vier Einwohner zu den Zeugen Jehovas, drei Einwohner zu den Siebenten-Tag-Adventisten, jeweils zwei Einwohner zur evangelistischen Kirche und zur orthodoxen Kirche und jeweils ein Einwohner zur jüdischen Gemeinde und zur neuapostolischen Kirche; zwölf Einwohner waren anderer Konfession. 178 Einwohner waren konfessionslos und bei 123 Einwohnern ist die Konfession nicht ermittelt.
Ergebnisse nach der Volkszählung 2001 (1447 Einwohner):
| Nach Ethnie: - 70,85 % Magyaren - 25,26 % Slowaken - 2,89 % Roma - 0,35 % Deutsche - 0,28 % Ukrainer - 0,21 % Tschechen | Nach Konfession: - 75,58 % römisch-katholisch - 14,26 % konfessionslos - 7,76 % evangelisch - 0,92 % keine Angabe - 0,07 % griechisch-katholische - 0,07 % andere |

## Sehenswürdigkeiten
- römisch-katholische Kirche aus dem 16. Jahrhundert, ursprünglich im Renaissancestil gestaltet, erweitert am Ende des 19. Jahrhunderts
- evangelische Kirche im neogotischen Stil aus dem Jahr 1898

## Infrastruktur und Verkehr
Die grundlegende Infrastruktur ist bis auf Kabelfernsehnetz gut ausgebaut, es gibt Wasser- und Gasleitungen, Kanalisation und Anschluss an eine Kläranlage. Weiter ist Kajal Standort eines Kindergartens und einer ungarischsprachigen Grundschule (bis zur vierten Klasse) und es gibt ein Postamt. Südlich des Ortes verläuft die Straße 1. Ordnung 75, Anschluss an die Bahnstrecke Bratislava–Budapest besteht in Topoľnica (Haltestelle) oder in Galanta und Šaľa (Bahnhof).